# Флорешти
Флорешти (рус. Флорешты) је град и седиште Флорештког рејона, у Молдавији. Смештен је на обали реке Реут.

## Назив
Садашње име града потиче од румунске речи floare („цвет”). Старији назив града је био Rădiul Florilor који такође потиче од румунске речи за „цвет”.

## Положај
Град се налази у северном делу Молдавије, на реци Реут, која је притока реке Дњестар.

## Локална самоуправа
Градско веће и градоначелник чине посебне органе локалне самоуправе, који се бирају на локалним изборима, на четири године.
Градоначелник Флорештија, изабран на изборима 2015. године је Валерију Чапа.

## Знамените личности
- Сол Пермутер - астрофизичар
- Николаје Тимофти - политичар
- Виталије Чобану - новинар

## Галерија
- Први историјски записи о Флорештију датирају из 1588.
- Мирон Костин